# Friedrich Richard Krauel

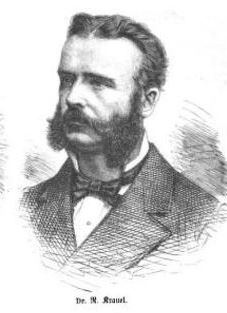
Richard Krauel

Friedrich Richard Krauel (* 12. Januar 1848 in Lübeck; † 2. Dezember 1918 in Freiburg im Breisgau) war ein deutscher Diplomat und Historiker.

## Leben
Krauel war Sohn eines Richters. Er besuchte das Katharineum zu Lübeck bis zum Abitur Ostern 1867 und studierte dann Rechtswissenschaft. Während seines Studiums wurde er 1868 Mitglied der Burschenschaft Alemannia Bonn. Er promovierte zum Dr. jur. und ließ sich 1871 als Rechtsanwalt in Lübeck nieder. Im Jahr 1873 trat er in den auswärtigen Dienst ein und war zunächst im Konsulardienst in Amoy in China tätig. Im Jahr 1879 wurde er Generalkonsul in Sydney.
Er wechselte 1884 im Range eines vortragenden Rates in das Auswärtige Amt in Berlin. Mit Paul Kayser war Krauel maßgeblich an der frühen Kolonialgesetzgebung des Deutschen Reichs beteiligt. Er warb 1885 nachdrücklich für den Erwerb der Karolinen im Westpazifik, was die so genannte Karolinenfrage aufwarf. Vom 1. April 1890 bis 30. Juni 1890 leitete Krauel im Rang eines geheimen Legationsrates die kolonialpolitische Abteilung des Auswärtigen Amtes, aus der später das Reichskolonialamt hervorging.
Im Jahr 1890 wurde er Gesandter in Buenos Aires. Danach war er von 1894 bis 1898 Gesandter in Rio de Janeiro. Dort war er auch für deutsche Auswanderer nach Südbrasilien tätig. Im Jahr 1901 wurde er zum kaiserlichen Wirklichen Geheimen Rat ernannt.
Ab 1904 war er Honorarprofessor an der Universität in Berlin. Außerdem war er als Publizist tätig.

## Veröffentlichungen
- Literatur von und über Friedrich Richard Krauel im Katalog der Deutschen Nationalbibliothek
- Graf Hertzberg als Minister Friedrich Wilhelms II. Ernst Siegfried Mittler und Sohn, Berlin 1899.
- Die Bekenntnisse des jungen Bismarck. Mohr, Tübingen und Leipzig 1901.
- Prince Henry of Prussia and the Regency of the United States, 1786. In: The American Historical Review. Band 17, Nr. 1, Oktober 1911, S. 44–51